# Fagus grandifolia
Fagus grandifolia, és un faig amb el nom comú en anglès d'American beech o North American beech. El seu epítet específic, grandifolia significa de fulles grosses. És una planta nativa de l'est d'Amèrica del Nord. Els arbres de la meitat sud del seu rang de vegades es diferencien F. grandifolia var. caroliniana. Fagus mexicana n'està relacionat i de vegades se'n considera subespècie.

## Descripció
És un arbre caducifoli que fa fins a 35 m d'alt, amb l'escorça llisa gris platejat. Les fulles són de color verd fosc de 6 a 12 cm de llargada (rarament 15 cm). Els borrons són especialment fins i llargs i semblen cigars. El fruit és petit amb la núcula aparellada.

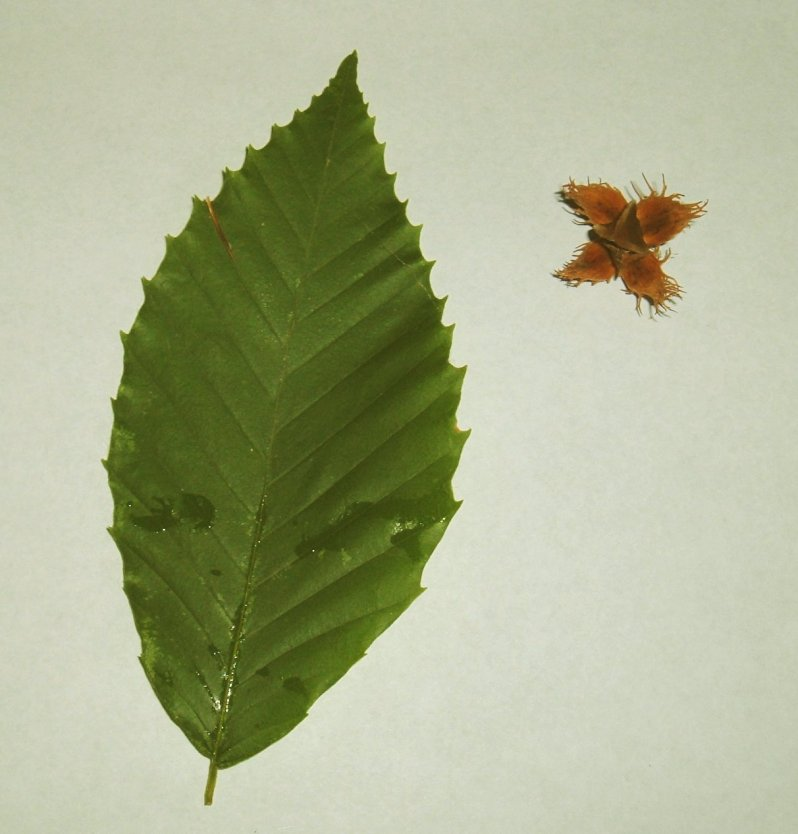
Fulla i núcula

És una espècie tolerant a l'ombra.